# 덴데라

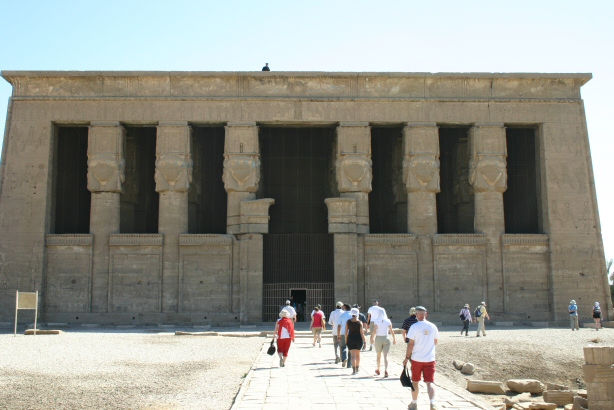
하토르 신전

덴데라(아랍어: دندرة)는 이집트의 도시로, 나일강 동안에 위치한다. 고대 이집트에서는 이누에트(Iunet) 또는 탄테레(Tantere), 고대 그리스에서는 텐티리스(Tentyris) 또는 텐티라(Tentyra)라는 이름으로 알려지기도 했다. 여신 하토르에게 봉헌된 신전이 있다.

## 같이 보기
- 덴데라 신전